# Dodie Smith

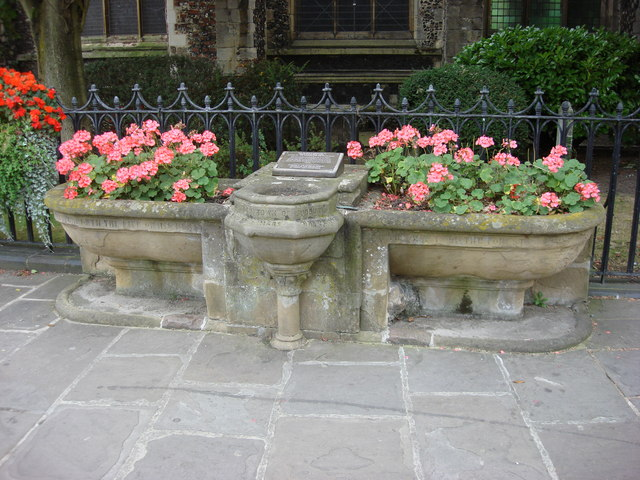
Fuente con placa de Dodie Smith.

Dorothy Gladys «Dodie» Smith (Whitefield, Inglaterra; 3 de mayo de 1896 - Uttlesford, Essex, Inglaterra; 24 de noviembre de 1990) fue una escritora inglesa. Escribió tanto novelas como obras de teatro, pero es sobre todo conocida por su novela 101 Dálmatas que fue adaptado por Disney a un largometraje de animación, el cual se expandió con una franquicia.

## Biografía
Dorothy nació en Lancashire. Su padre era Ernest Smith, que falleció cuando Dodie era todavía un bebé, Dorothy y su madre, Ella Furber Smith, regresaron a casa de los abuelos de Dorothy y padres de ella; William y Margaret Furber Smith en el 586 Chester Road en Old Trafford, Greater Manchester en el distrito de Stretford. Dorothy pasó sus años de formación y la infancia de en esta casa. Pero en 1910 su madre volvió a casarse y se mudó con su nuevo marido a Londres. Para entonces Dodie tenía 14 años. En 1914, Dodie entró en la Academia, más tarde la Real Academia de Arte Dramático. Ese mismo año, su madre fallece de cáncer. Durante la enfermedad de su madre, la hija llegó a ser seguidora de la iglesia Ciencia Cristiana. (Smith, 1974).
Dodie fracasó en su carrera como actriz. En 1923, empezó a trabajar en los almacenes Heals de Londres, vendiendo muebles y, más tarde, juguetes.  En 1931 escribió su primera obra, Autumn Crocus, bajo el seudónimo de C. L. Anthony. Fue un éxito y descubrió su vocación como escritora y periodista e inspiró los titulares de los periódicos, "Shopgirl Writes Play" (“Vendedora escribe obra”). (Smith, 1979).
Pasó la mayoría de los años siguientes escribiendo en su casa de Townhouse en Londres, donde ahora una placa conmemora su estancia allí. En 1939, se casó con Alec Beesley, también empleado de Heal.
Durante los años 40, ella y su marido se mudaron a Estados Unidos por los problemas legales de Alec Beesley, que era objetor de conciencia (Smith, 1979). En Estados Unidos, escribió su primera novela: I Capture the Castle (1948). Durante el interludio americano, los Beesleys llegaron a ser amigos de escritores como Christopher Isherwood, Charles Brackett, y John Van Druten. En las memorias de Smith, se dice que Alec le sugirió que la historia de Isherwood Sally Bowles Goodbye to Berlin se convirtiera una obra de teatro (“The Van Druten play, I Am A Camera”) que más tarde llegó a ser el musical Cabaret. 
La novela The Hundred and One Dalmatians de 1956 fue adaptado por Walt Disney Studios en un largometraje de animación. Su novela I Capture the Castle también fue adaptada al cine en una versión realizada en el 2003. Para entonces, Dodie Smith ya había fallecido en 1990 a los 94 años de edad.

## Obras
Teatro
- Autumn Crocus (1931)
- Service (1932)
- Touch Wood (1934)
- Call It A Day (1935)
- Bonnet Over the Windmill (1937)
- Dear Octopus (1938)
- Lovers and Friends (1943)
- Letter from Paris (1952)
- I Capture the Castle (1954)

Novelas
- I Capture the Castle (1948)
- The Hundred and One Dalmatians, or The Great Dog Robbery (1956)
- The New Moon with the Old (1963)
- The Town in Bloom (1965)
- It Ends with Revelations (1967)
- The Starlight Barking (1967)
- A Tale of Two Families (1970)
- The Girl from the Candle-lit Bath (1978)
- The Midnight Kittens (1978)

Autobiografía
- Look Back with Love: a Manchester Childhood (1974)
- Look Back with Mixed Feelings (1978)
- Look Back with Astonishment (1979)
- Look Back with Gratitude (1985)